# 單指虎鮋
單指虎鮋（学名：Minous monodactylus），又稱單指毒鮋，俗名鬼魚、虎魚、软虎、虎仔，在中國大陸的「虎鮋」常指本物種。为為輻鰭魚綱鮋形目毒鲉科虎鲉属的其中一種鱼类。该物种的模式产地在Saxo、Berolini。

## 分布
本魚分布於印度洋、紅海、南日本、琉球、台灣、印度、菲律宾等沿海海域。

## 深度
水深50～100公尺。

## 特徵
本魚體呈長橢圓形，光滑無鱗，有皮膚腺。頭部稜棘發達，其上有許多瘤狀突起，頭頂有一橫凹漥；口中大，端位，腭骨無齒，下頜有短鬚；眼眶上有少數小皮瓣；背鰭連續，鰭棘部鰭膜凹入；胸鰭最下部有一根指爪狀游離鰭條。體色多變化，背側有不規則的斑點與條紋，背鰭第一硬棘到第二棘的距離約略等於第二棘至第三棘，背鰭的硬棘具有毒性，須小心。尾鰭有2～3暗色橫帶；背鰭第一至四軟條間外側有一大黑斑。體長約略為10公分。

## 生態
本種為小型毒鮋，行動緩慢，經常潛藏於泥砂中，以底棲動物為食。

## 經濟利用
非食用魚，多作為褐魚粉。

## 外部連結
- 台灣魚類資料庫（页面存档备份，存于）